# يوري نوموف
يوري نوموف (بالروسية: Наумов, Юрий Леонидович)‏ هو مغني روسي، ولد في 3 مايو 1962 في يكاترينبورغ في روسيا.

## وصلات خارجية
- الموقع الرسمي
- يوري نوموف على موقع ميوزك برينز (الإنجليزية)
- يوري نوموف على موقع ديسكوغز (الإنجليزية)